# 北九州市立科学館
もしかして
- 北九州市科学館

ではありませんか？